# Garrulax
Garrulax és un dels gèneres d'ocells de la família leiotríquids (Leiothrichidae), que molts autors han ubicat als timàlids (Timaliidae). Habiten a l'Àsia tropical, amb el major nombre d'espècies a l'Himàlaia i Xina meridional. Vint-i-una de les espècies que eren classificades dins el gènere Garrulax, ho són ara al gènere Trochalopteron.

## Taxonomia
El gènere Garrulax va ser descrit pel naturalista francès René Lesson el 1831. L'espècie tipus va ser designada el 1961 com a xerraire front-rogenc (Garrulax rufifrons).
Anteriorment aquest gènere incloïa més espècies. Després de la publicació d'un estudi filogenètic molecular complet el 2018, Garrulax es va dividir i les espècies es van traslladar als gèneres recupertats Ianthocincla i Pterorhinus.
Les espècies Garrulax són molt apreciades i comercialitzades com a ocells cantaires. Un estudi de vuit mercats d'ocells a Indonèsia, dut a terme el 2014-2015, va trobar 615 exemplars de xerraires de nou espècies que estaven en venda. Gran part del comerç d'aquestes espècies a Indonèsia és il·legal i està empenyent a vàries d'aquestes espècies cap a l'extinció. El xerraire bicolor, per exemple, està en greu declivi a causa del comerç il·legal continu i incontrolat en els mercats d'ocells a les illes de Java i Sumatra, i es troba cada vegada més en el comerç internacional, encara que en menor nombre.
Segons la classificació del Congrés Ornitològic Internacional (versió 14.2, 2024) aquest gènere està format per 14 espècies:
- Xerraire pitestriat - (Garrulax merulinus)
- Xerraire de pit taronja - (Garrulax annamensis)
- Xerraire melodiós - (Garrulax canorus)
- Xerraire de Taiwan - (Garrulax taewanus)
- Xerraire de collar petit - (Garrulax monileger)
- Xerraire front-rogenc - (Garrulax rufifrons)
- Xerraire de la Sonda - (Garrulax palliatus)
- Xerraire crestablanc - (Garrulax leucolophus)
- Xerraire bicolor - (Garrulax bicolor)
- Xerraire encaputxat - (Garrulax milleti)
- Xerraire de coroneta bruna (Garrulax strepitans)
- Xerraire de Cambodja - (Garrulax ferrarius)
- Xerraire de Maës - (Garrulax maesi)
- Xerraire orellut - (Garrulax castanotis)